# Pavľany
Pavľany (Hongaars: Szepesszentpál) is een Slowaakse gemeente in de regio Prešov, en maakt deel uit van het district Levoča.
Pavľany telt 63 inwoners.